# Bruno Lafont
Bruno Marie Joseph Philippe Lafont (* 8. Juni 1956 in Boulogne-Billancourt) ist ein französischer Manager.
Er war von 2006 bis 2015 CEO von Lafarge, als das Unternehmen mit Holcim zu LafargeHolcim fusionierte. Von 2015 bis April 2017 war er Co-Präsident von LafargeHolcim.

## Frühe Lebensjahre
Nach dem Besuch des Lycée Saint-Louis de Gonzague und Lycée Louis-le-Grand studierte Lafont ab 1977 an der HEC Paris (Diplom). 1980 bis 1982 setzte der sein Studium an der École nationale d’administration in Paris fort.

## Karriere
Nach kurzer Tätigkeit für das Finanzministerium kam Lafont 1983 als Wirtschaftsprüfer in die Finanzabteilung von Lafarge. Anschließend arbeitete er in Deutschland und der Türkei. Am 1. Januar 2006 wurde er zum CEO ernannt. Während seiner Amtszeit überwachte er die internationale Expansion von Lafarge in 70 Länder, einschließlich der Übernahme von Minderheitsaktionären bei Lafarge North America. Darüber hinaus konnten die Kosten innerhalb des ersten Jahres um 60 % gesenkt werden, insbesondere durch die Veräußerung der Dachdecker-Tochtergesellschaft. Im Dezember 2008 erwarb das Unternehmen Orascom Cement, eine Tochtergesellschaft von Orascom Construction Industries, für 8,8 Milliarden Euro und holte die Milliardäre Albert Frère und Nassef Sawiris in den Vorstand von Lafarge. Er trat 2015, kurz nach der Fusion mit Holcim, als CEO zurück. Dafür erhielt er eine Prämie von 2,5 Millionen Euro. Bis April 2017 war er Co-Präsident von LafargeHolcim.
Lafont war Präsident der Fondation nationale pour l'enseignement de la gestion.
In Frankreich läuft ein Gerichtsverfahren gegen Lafont wegen Finanzierung des Islamischen Staates.